# Антигуа и Барбуда на летних Олимпийских играх 2020
Антигуа и Барбуда на летних Олимпийских играх 2020 года была представлена 6 спортсменами в 4 видах спорта.

## Состав сборной
Бокс
1. Олстон Райан

 Лёгкая атлетика
1. Седжэй Грин
2. Джоэлла Ллойд

 Парусный спорт
1. Джализ Гордон

 Плавание
1. Стефано Митчелл
2. Саманта Робертс

## Результаты соревнований

### Лёгкая атлетика
Мужчины
Беговые дисциплины
| Спортсмен   | Соревнование | Предварительный раунд | Предварительный раунд | Четвертьфинал | Четвертьфинал | Полуфинал | Полуфинал | Финал     | Финал     |
| Спортсмен   | Соревнование | Результат             | Место                 | Результат     | Место         | Результат | Место     | Результат | Место     |
| ----------- | ------------ | --------------------- | --------------------- | ------------- | ------------- | --------- | --------- | --------- | --------- |
| Седжэй Грин | 100 м        | не участвовал         | не участвовал         | 10:25         | 6             | Не прошёл | Не прошёл | Не прошёл | Не прошёл |

Женщины
Беговые дисциплины
| Спортсмен     | Соревнование | Предварительный раунд | Предварительный раунд | Четвертьфинал | Четвертьфинал | Полуфинал | Полуфинал | Финал     | Финал     |
| Спортсмен     | Соревнование | Результат             | Место                 | Результат     | Место         | Результат | Место     | Результат | Место     |
| ------------- | ------------ | --------------------- | --------------------- | ------------- | ------------- | --------- | --------- | --------- | --------- |
| Джоэлла Ллойд | 100 м        | 11:55                 | 1 Q                   | 11:54         | 7             | Не прошла | Не прошла | Не прошла | Не прошла |

### Бокс
Мужчины
| Спортсмен    | Категория | Первый раунд            | Второй раунд       | Четвертьфинал      | Полуфинал          | Финал              | Финал     |
| Спортсмен    | Категория | Соперник Результат      | Соперник Результат | Соперник Результат | Соперник Результат | Соперник Результат | Место     |
| ------------ | --------- | ----------------------- | ------------------ | ------------------ | ------------------ | ------------------ | --------- |
| Олстон Райан | до 63 кг  | О. Бачков Армения L 0-5 | Не прошёл          | Не прошёл          | Не прошёл          | Не прошёл          | Не прошёл |

### Парусный спорт
Женщины
| Спортсмен     | Класс        | Гонка | Гонка | Гонка | Гонка | Гонка | Гонка | Гонка | Гонка | Гонка | Гонка | Гонка | Очки | Место |
| Спортсмен     | Класс        | 1     | 2     | 3     | 4     | 5     | 6     | 7     | 8     | 9     | 10    | M*    | Очки | Место |
| ------------- | ------------ | ----- | ----- | ----- | ----- | ----- | ----- | ----- | ----- | ----- | ----- | ----- | ---- | ----- |
| Джализ Гордон | Лазер Радиал | 42    | 43    | 42    | 43    | 41    | 42    | 37    | 42    | 38    | 41    | EL    | 368  | 43    |

M = Медальный заплыв; EL = Выбыли — не вышли в медальную гонку;

### Плавание
Мужчины
| Спортсмен       | Дистанция            | Предварительный раунд | Предварительный раунд | Полуфинал | Полуфинал | Финал     | Финал     |
| Спортсмен       | Дистанция            | Результат             | Место                 | Результат | Место     | Результат | Место     |
| --------------- | -------------------- | --------------------- | --------------------- | --------- | --------- | --------- | --------- |
| Стефано Митчелл | 100 м вольным стилем | 51.64                 | 51                    | Не прошёл | Не прошёл | Не прошёл | Не прошёл |

Женщины
| Спортсмен       | Дистанция           | Предварительный раунд | Предварительный раунд | Полуфинал | Полуфинал | Финал     | Финал     |
| Спортсмен       | Дистанция           | Результат             | Место                 | Результат | Место     | Результат | Место     |
| --------------- | ------------------- | --------------------- | --------------------- | --------- | --------- | --------- | --------- |
| Саманта Робертс | 50 м вольным стилем | 27.63                 | 54                    | Не прошла | Не прошла | Не прошла | Не прошла |